# DigitalPreservationEurope
DigitalPreservationEurope (DPE) byl projekt Evropské unie probíhající v letech 2006–2009 v rámci šestého rámcového programu (FP6), který se zaměřil na zlepšení koordinace, kooperace a konzistence existujících aktivit pro ochranu digitálních dokumentů. Koordinátorem projektu byla skotská University of Glasgow. Projektu se účastnilo celkem 11 institucí z 8 zemí Evropské unie, včetně Národní knihovny ČR.

## Úkoly projektu
Mezi hlavní úkoly projektu DPE patřilo:
- zvýšit význam ochrany digitálních dokumentů,
- podporovat spolupráci členských států na aktivitách na ochranu digitálních dokumentů,
- využít kooperaci mezi různými sektory, aby se předešlo nadbytečnosti a zdvojování aktivit,
- zajistit výběr a zavádění kontrolovatelných a certifikovaných norem pro procesy ochrany digitálních dokumentů,
- zjednodušit rozvoj dovedností prostřednictvím školicích balíčků,
- zlepšit koordinaci relevantního výzkumu a výměny,
- vytvořit a popularizovat plán výzkumu,
- informovat uživatele i profesionály o významu ochrany digitálních dokumentů v běžném životě a práci.[2]

## Partneři DPE
- Humanities Advanced Technology and Information Institute (HATII), University of Glasgow
- Technische Universität Wien
- Statsbiblioteket (Dánsko)
- Nationaal Archief van Nederland
- Národní knihovna České republiky
- Ministero per i Beni e le Attività Culturali
- Fondazione Rinascimento Digitale
- Vilnius University Faculty of Communication
- FernUniversität Hagen
- Niedersächsische Staats- und Universitätsbibliothek Göttingen
- Humboldt-Universität zu Berlin[3]